# Paeonia saueri
Paeonia saueri là một loài thực vật có hoa trong họ Paeoniaceae. Loài này được D.Y.Hong, Xiao Q.Wang & D.M.Zhang mô tả khoa học đầu tiên năm 2004.